# Estación de Moriscos
Moriscos es un apeadero ferroviario situado en el municipio español de Moriscos en la provincia de Salamanca, comunidad autónoma de Castilla y León. Cuenta con servicios de Media Distancia operados por Renfe.

## Situación ferroviaria
La estación se encuentra en el punto kilométrico 69,380 de la línea férrea de ancho ibérico que une Medina del Campo con la localidad portuguesa de Vilar Formoso, en su sección entre Medina del Campo y Salamanca, entre las estaciones de Gomecello y Salamanca.

## Historia
La estación fue abierta al tráfico el 26 de agosto de 1877 con la apertura del tramo El Pedroso-Salamanca de la línea que pretendía unir Medina del Campo con Salamanca. Su construcción fue obra de la Compañía del Ferrocarril de Medina del Campo a Salamanca. En 1928, la estación pasó a depender de la Compañía Nacional de los Ferrocarriles del Oeste de España. Dicha situación se mantuvo hasta que en 1941 Oeste se integró en la recién creada RENFE.
Desde el 31 de diciembre de 2004 Renfe Operadora explota la línea mientras que Adif es la titular de las instalaciones ferroviarias.

## La estación
Se encuentra al norte del municipio, lejos del núcleo urbano y en una zona prácticamente despoblada. Sus instalaciones se limitan a una marquesina metálica de reducidas dimensiones. La vía principal es la única que accede al andén lateral existente.

## Servicios ferroviarios

### Media Distancia
Los trenes de Media Distancia que unen Palencia y Valladolid con Salamanca tienen parada en la estación. La frecuencia mínima es de un tren diario en ambos sentidos. 
| Línea MD | Servicio        | Origen/Destino          | Paradas intermedias | Destino/Origen          |
| -------- | --------------- | ----------------------- | --- | ----------------------- |
| 19       | MD              | Salamanca               | Moriscos · Gomecello · Pitiegua · El Pedroso de la Armuña · Cantalapiedra · Fresno el Viejo · El Carpio · Medina del Campo · Pozaldez · Matapozuelos · Valdestillas · Viana de Cega · Valladolid-Campo Grande · Valladolid-Universidad · Venta de Baños | Palencia                |
| 19       | Regional Exprés | Valladolid-Campo Grande | Viana de Cega · Valdestillas · Matapozuelos · Pozaldez · Medina del Campo · El Carpio · Fresno el Viejo · Cantalapiedra · El Pedroso de la Armuña · Pitiegua · Gomecello · Moriscos · Salamanca                                                         | Salamanca-La Alamedilla |